# Wladimir Wáclav Heinrich
Wladimir Wáclav Heinrich (Peruc, 7 de septiembre de 1884 - Praga, 30 de mayo de 1965) fue un astrónomo checo.

## Semblanza
Doctor y profesor en astronomía, fue el autor de dos trabajos sobre mecánica planetaria publicados en francés:
- "Recherches sur certaines coordonées de la dynamique"[2] (Investigación sobre determinadas coordenadas de la dinámica) (Praga, 1933)
- "Note sur la variation des arbitraires dans le probléme de la rotation d'un corps solide pesant autour d'un point fixe"[2] (Nota sobre la variación  arbitraria en el problema de la rotación de un cuerpo sólido material respecto a un punto fijo) (Praga, 1933)

## Eponimia
- El cráter lunar Heinrich lleva este nombre en su honor.